# Іратошу (комуна)
Іратошу (рум. Iratoșu) — комуна у повіті Арад в Румунії. До складу комуни входять такі села (дані про населення за 2002 рік):
- Іратошу (1885 осіб) — адміністративний центр комуни
- Варіашу-Маре (371 особа)
- Варіашу-Мік (105 осіб)

Комуна розташована на відстані 434 км на північний захід від Бухареста, 18 км на північний захід від Арада, 61 км на північ від Тімішоари.

## Населення
За даними перепису населення 2002 року у комуні проживала 2361 особа.
Національний склад населення комуни:
| Національність | Кількість осіб | Відсоток |
| -------------- | -------------- | -------- |
| угорці         | 1301           | 55,1%    |
| румуни         | 984            | 41,7%    |
| цигани         | 58             | 2,5%     |
| українці       | 8              | 0,3%     |
| німці          | 8              | 0,3%     |
| серби          | 1              | < 0,1%   |
| болгари        | 1              | < 0,1%   |

Рідною мовою назвали:
| Мова       | Кількість осіб | Відсоток |
| ---------- | -------------- | -------- |
| угорська   | 1297           | 54,9%    |
| румунська  | 1036           | 43,9%    |
| циганська  | 15             | 0,6%     |
| українська | 6              | 0,3%     |
| німецька   | 6              | 0,3%     |
| болгарська | 1              | < 0,1%   |

Склад населення комуни за віросповіданням:
| Релігія        | Кількість осіб | Відсоток |
| -------------- | -------------- | -------- |
| римо-католики  | 1236           | 52,4%    |
| православні    | 974            | 41,3%    |
| реформати      | 70             | 3,0%     |
| баптисти       | 55             | 2,3%     |
| греко-католики | 10             | 0,4%     |
| адвентисти     | 8              | 0,3%     |
| п'ятдесятники  | 7              | 0,3%     |